# Dendrocryphaea
Dendrocryphaea là một chi rêu trong họ Cryphaeaceae.